# 红河崖豆
红河崖豆（学名：Millettia cubittii）是豆科崖豆藤属的植物，是中国的特有植物。分布在缅甸以及中国大陆的云南等地，生长于海拔350米至1,000米的地区，多生于河谷开旷的杂木林中，目前尚未由人工引种栽培。

## 别名
巴莫崖豆藤（中国主要植物图说 豆科）